# 우리가 빛의 속도로 갈 수 없다면
《우리가 빛의 속도로 갈 수 없다면》은 김초엽의 첫 번째 소설집이다. 제2회 한국과학문학상 가작 수상작인 표제작 〈우리가 빛의 속도로 갈 수 없다면〉과, 대상 수상작 〈관내분실〉을 비롯해 7편의 단편이 수록되어 있다. 2019년 6월 24일 출간되었다.

## 수록 작품
- 순례자들은 왜 돌아오지 않는가
- 스펙트럼
- 공생 가설
- 우리가 빛의 속도로 갈 수 없다면
- 감정의 물성
- 관내분실
- 나의 우주 영웅에 관하여